# Astaroth: Book of Angels Volume 1
Astaroth: Book of Angels Volume 1 es un álbum del Jamie Saft Trio en el que interpretan composiciones del segundo libro Masada de John Zorn, The Book of Angels ("El Libro de Ángeles").

## Recepción
All About Jazz señala que este álbum, el primero de la serie The Book on Angels continúa la tradición inaugurada por Zorn en el primer libro Masada, sobre todo por las armonías de la música judía. Sin embargo, la mayor sorpresa es la inclusión del tecladista Jamie Saft, con una economía lírica y una invención que sobrepasa los límites de otras colaboraciones con Zorn.
Asimismo destacan las intervenciones de Ben Perowsky en la batería, y de Greg Cohen en el contrabajo. Este último ya había colaborado en los proyectos Masada desde mediados de los años 90.

## Lista de pistas
1. "Shalmiel" - 5:25
2. "Ygal" - 3:10
3. "Astaroth" - 6:11
4. "Ezeqeel" - 4:22
5. "Ariel" - 6:29
6. "Sturiel" - 5:06
7. "Baal-Peor" - 7:12
8. "Pursan" - 2:23
9. "Lela'hel" - 9:04
10. "Beleth" - 5:59

Todas composiciones de John Zorn.

## Intérpretes
- Greg Cohen – contrabajo
- Ben Perowsky – batería
- Jamie Saft – piano